# Таномура Тікуден
Таномура Тікуден (14 липня 1777 — 20 жовтня 1835) — японський художник і письменник періода Едо. Працював під псевдонімами Кун-І, Кодзо.

## Життєпис
Походив з роду лікарів Таномура, що служили клану Накагава з міста Такета. Народився 1777 року в провінції Бунґо, отримавши ім'я Кьокен. Після смерті батька очолив свій рід і став лікарем. Але на вимогу сюзерена у 1798 році став вчителем (югакуканом) у школі клану Накагава. Разом з головою цієї школи Карахасі кундзаном протягом 3 років їздив рідною провінцією задля створення праці «Історія провінції Бунго». Водночас під час своїх подорожей він збирав твори мистецтва.
З 1790-х років вивчав живопис спершу під керівництвом провінційного художника, з 1801 року перебрався до Едо, де став учнем художника Тані Бунтьо, представника школи Нанга. У нього ж Таномура познайомився зі стилем бундзінга (зображення красунь).
Після того, як в 1810 році його рідній провінції спалахнули селянські заворушення, Таномура Тікуден повертається додому з метою заспокоїти населення. Проте всі його спроби виявилися марними через небажання місцевих самураїв провести мінімальні реформи, що полегшили б важке становище селян. Ця невдача призвела до того, що Таномура 1813 року вирішує повністю присвятити себе живопису, передавши посаду лікаря синові. Решту життя провів у переїздах між Кіото і Осакою. Помер 1835 року в Осаці.

## Творчість

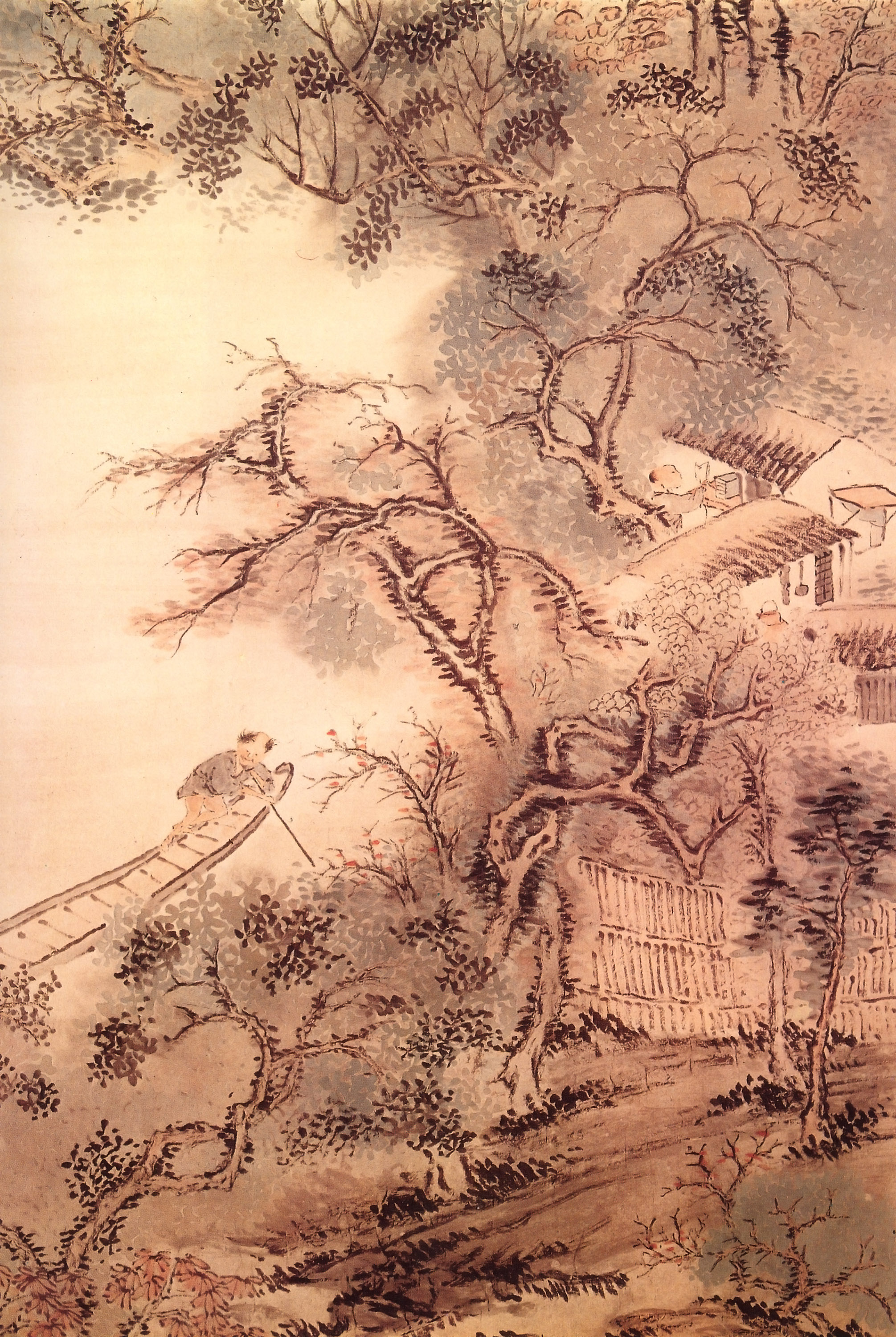
Човен на річці Інагава

Зображував пейзажі та портрети, особливу увагу приділяв малюванню птахів й квітів. Художній стиль Таномури меланхолійний, зазнав значного впливу китайського живопису. Створював картини у високих і вузьких форматах. відомими творами є «Ще одне задоволення» і «Ескізи з вікна човна».
Таномура Тікуден був також автором книг з мистецтва малювання в стилі школи нанга — Сандзюдзін-дзодзецу («Про картини») і Тікуден Сію Ґароку («Про малюнки майстра Тікедена і його друзів»). В останньому є нотатки й анекдоти про друзів автора.